# Astragalus achundovii
Astragalus achundovii es una  especie de planta herbácea perteneciente a la familia de las leguminosas. Es originaria de Asia.
Es una planta herbácea perennifolia, originaria de Asia, distribuyéndose por Azerbaiyán.

## Taxonomía
Astragalus achundovii fue descrita por   Borís Fédchenko y publicado en Fl. Kavkaza (ed. 2) 5: 447. 1952.
Etimología
Astragalus: nombre genérico derivado del griego clásico άστράγαλος y luego del Latín astrăgălus aplicado ya en la antigüedad, entre otras cosas, a algunas plantas de la familia Fabaceae, debido a la forma cúbica de sus semillas parecidas a un hueso del pie.
achundovii: epíteto otorgado en honor del botánico G.F. Achundov.